# Dichotomius bechynei
Dichotomius bechynei là một loài bọ cánh cứng trong họ Bọ hung (Scarabaeidae).